# Међународноправни статус Републике Косово
Политички субјекти широм света подељени су по питању признања независности Републике Косово, која је 17. фебруара 2008. једнострано прогласила независност од Србије усвајањем Декларације о независности Косова. Уједињене нације (УН) сматрају Косово делом територије Србије према Резолуцији Савета безбедности УН 1244.
109 посланика Скупштине Косова, укључујући Јакупа Краснићија, Хашима Тачија и Фатмира Сејдиуа (који нису били посланици), не делујући у својству Скупштине Косова, односно привремених институција самоуправе, већ као „демократски одабране вође наших људи” су 17. фебруара 2008. у сали Скупштине Косова једнострано донели Декларацију о независности Косова, тако проглашавајући Косово независном и сувереном државом. Ту одлуку је Влада Србије исте вечери поништила као „противправни акт привремених органа у Приштини”, а потом сазвала ванредну седницу Народне скупштине Србије поводом једностраног проглашења независности дела њене територије. Седница је одржана 18. фебруара на којој је 225 посланика гласало за потврду одлуке Владе о поништењу једностраног проглашења независности Косова. Није било уздржаних ни гласова против, док посланици ЛДП, ЛСВ и СВМ нису гласали.
Прецизан број политичких субјеката који су признали независност Републике Косово није познат. У једном тренутку, Републику Косово је признавало 108 од укупно 193 државе чланице УН, међутим временом је 25 држава повукло признање. Тренутно се сматра да укупно 91 држава признаје независност Републике Косово.

## Прве реакције у свету
Прве реакције из света стигле су још истог дана, 17. фебруара. Портпарол Стејт департмента, Шон Макормак, изјавио је да су САД „примиле к знању ову одлуку скупштине Косова“, док је Русија оштро осудила ову једнострану одлуку и хитно сазвала састанак Савета безбедности УН.
Седница Савета безбедности УН била је одржана 18. фебруара у 15 сати по локалном времену (Њујорк, САД). Амбасадор Русије при УН, Виталиј Чуркин рекао је да ће Русија инсистирати на поштовању резолуције УН 1244, према којој се гарантује територијални интегритет Србије. Након двочасовне дебате, у којој је Русија подржала захтев Србије да Савет безбедности потврди територијални интегритет и суверенитет Србије, седница се завршила без доношења резолуције због дијаметрално различитих ставова Кине и Русије с једне стране, и САД и неких земаља Европске уније с друге.
Прва земља која је званично признала независност Косова била је Костарика, која је то урадила још 17. фебруара, а потом и Авганистан.
Сутрадан, 18. фебруара 2008, званично признање су објавиле и САД, Француска, Уједињено Краљевство, Албанија и Турска. Након изјаве Кондолизе Рајс, премијер Србије, Војислав Коштуница, најавио је повлачење амбасадора из САД.
Европска унија такође је одржала састанак министара иностраних послова 18. фебруара 2008. у Бриселу. Као и Уједињене нације, због немогућности заузимања заједничког става, ЕУ је објавила да оставља одлуку свакој од својих чланица да независно одлуче да ли ће признати независност Косова или не. У саопштењу Савета министара ЕУ креативно се тумаче међународно-правни документи и стандарди, како би се пронашао разлог за посебно регулисање Косова у свету, и охрабриле земље чланице ЕУ да је признају Већина чланица Европске уније је или већ признала или је најавила признање Косова и Метохије. С друге стране, Шпанија, Кипар, Румунија, Словачка и Грчка су у првом тренутку одбиле да признају једнострану одлуку парламента Косова. (касније ће Грчка заузети неутралнији став и изразити велику забринутост за мир у региону).

### Реакције Србије
Тадашњи председник Србије, Борис Тадић, на ванредној седници СБ УН одржаној у Њујорку 18. фебруара 2008, коју је сазвала Русија, рекао је да је Декларација о независности Косова противзаконски акт косовског парламента и да представља отворено кршење УН резолуције 1244/1999 којом се гарантује суверенитет и територијални интегритет Републике Србије, укључујући Косово и Метохију. На упорно инсистирање неких земаља да је за ситуацију на Косову крив Слободан Милошевић, Тадић је рекао да Слободан Милошевић више није присутан у политичком животу Србије, а да су Албанци и пре Милошевићевог доласка на власт тражили самосталност.
Тадашњи министар иностраних послова Србије, Вук Јеремић, а у складу са акционим планом усвојеним на седници Владе Србије, повукао је амбасадоре Србије из САД, Француске и Турске. У свим земљама које су званично признале независност Косова, амбасадорима је наложено да уруче протестну ноту респективним владама. Међутим, одлучено је да прекида дипломатских односа неће бити. Министар Јеремић је такође позвао Стални савет ОЕБС-а да осуди једнострану одлуку косовског парламента и да не дозволи прикључење Косова овој организацији, као ни УН. Председник Србије, Борис Тадић, на ванредној седници СБ УН позвао је генералног секретара УН да упути инструкције свом представнику на Косову за поништење ове одлуке косовског парламента и да распусти Скупштину Косова због непоштовања Резолуције УН 1244, којом је загарантован државни суверенитет и територијални интегритет Републике Србије.
Влада Србије и Савез студената Београда позвали су све грађане Србије на митинг против једностраног проглашења независности Косова и Метохије који се одржао 21. фебруара 2008. године у Београду. Претходног дана су већ били одржани протести у другим градовима широм Србије (Ниш, Крагујевац, Бор). Паралелно са митингом под именом Косово је Србија, десили су се и нереди чији је биланс један мртав, 200 повређених од којих 35 полицајаца, 192 ухапшених, спаљене и демолиране амбасаде држава које су признале тзв. Републику Косово, као и опљачкан и демолиран велики број продавница, банака, објеката Мекдоналдса, поломљени излози и семафори. Укупна штета на имовини града Београда се процењује на 8 милиона динара.
- Самопроглашена Република Косово, призната од стране једног броја држава
- Аутономна Покрајина Косово и Метохија у саставу Србије, према Влади Србије и државама које нису признале једнострано проглашену независност Републике Косово

## Реакције суверених субјеката

### Субјекти који су признали Републику Косово

#### Државе чланице УН
| #  | Држава                 | Датум признања      | Референце               |
| -- | ---------------------- | ------------------- | ----------------------- |
| 1  | Костарика              | 17. фебруар 2008.   | [ 23 ]                  |
| 2  | Авганистан             | 18. фебруар 2008.   | [ 24 ]                  |
| 3  | Албанија               | 18. фебруар 2008.   | [ 25 ] [ 26 ]           |
| 4  | Француска              | 18. фебруар 2008.   | [ 27 ]                  |
| 5  | Сенегал                | 18. фебруар 2008.   | [ 28 ] [ 29 ]           |
| 6  | Турска                 | 18. фебруар 2008.   | [ 30 ]                  |
| 7  | УК                     | 18. фебруар 2008.   | [ 31 ]                  |
| 8  | САД                    | 18. фебруар 2008.   | [ 32 ]                  |
| 9  | Аустралија             | 19. фебруар 2008.   | [ 33 ]                  |
| 10 | Летонија               | 20. фебруар 2008.   | [ 34 ]                  |
| 11 | Немачка                | 20. фебруар 2008.   | [ 35 ]                  |
| 12 | Естонија               | 21. фебруар 2008.   | [ 36 ]                  |
| 13 | Италија                | 21. фебруар 2008.   | [ 37 ]                  |
| 14 | Данска                 | 21. фебруар 2008.   | [ 38 ]                  |
| 15 | Луксембург             | 21. фебруар 2008.   | [ 39 ]                  |
| 16 | Перу                   | 22. фебруар 2008.   | [ 40 ]                  |
| 17 | Белгија                | 24. фебруар 2008.   | [ 41 ]                  |
| 18 | Пољска                 | 26. фебруар 2008.   | [ 42 ]                  |
| 19 | Швајцарска             | 27. фебруар 2008.   | [ 43 ]                  |
| 20 | Аустрија               | 28. фебруар 2008.   | [ 44 ]                  |
| 21 | Ирска                  | 29. фебруар 2008.   | [ 45 ]                  |
| 22 | Шведска                | 4. март 2008.       | [ 46 ]                  |
| 23 | Холандија              | 4. март 2008.       | [ 47 ]                  |
| 24 | Исланд                 | 5. март 2008.       | [ 48 ]                  |
| 25 | Словенија              | 5. март 2008.       | [ 49 ]                  |
| 26 | Финска                 | 7. март 2008.       | [ 50 ]                  |
| 27 | Јапан                  | 18. март 2008.      | [ 51 ]                  |
| 28 | Канада                 | 18. март 2008.      | [ 52 ]                  |
| 29 | Монако                 | 19. март 2008.      | [ 53 ]                  |
| 30 | Мађарска               | 19. март 2008.      | [ 54 ]                  |
| 31 | Хрватска               | 19. март 2008.      | [ 55 ]                  |
| 32 | Бугарска               | 20. март 2008.      | [ 56 ]                  |
| 33 | Лихтенштајн            | 25. март 2008.      | [ 57 ]                  |
| 34 | Јужна Кореја           | 28. март 2008.      | [ 58 ]                  |
| 35 | Норвешка               | 28. март 2008.      | [ 59 ]                  |
| 36 | Маршалска Острва       | 17. април 2008.     | [ 60 ]                  |
| 37 | Литванија              | 6. мај 2008.        | [ 61 ]                  |
| 38 | Сан Марино             | 12. мај 2008.       | [ 62 ]                  |
| 39 | Чешка                  | 21. мај 2008.       | [ 63 ]                  |
| 40 | Либерија               | 30. мај 2008.       | [ 64 ]                  |
| 41 | Колумбија              | 4. август 2008.     | [ 65 ]                  |
| 42 | Белизе                 | 7. август 2008.     | [ 66 ]                  |
| 43 | Малта                  | 22. август 2008.    | [ 67 ]                  |
| 44 | Самоа                  | 15. септембар 2008. | [ 68 ] [ 69 ]           |
| 45 | Португалија            | 7. октобар 2008.    | [ 70 ]                  |
| 46 | Црна Гора              | 9. октобар 2008.    | [ 71 ]                  |
| 47 | Македонија             | 9. октобар 2008.    | [ 72 ]                  |
| 48 | УАЕ                    | 14. октобар 2008.   | [ 73 ]                  |
| 49 | Малезија               | 30. октобар 2008.   | [ 74 ] [ 75 ]           |
| 50 | Микронезија            | 5. децембар 2008.   | [ 76 ] [ 77 ]           |
| 51 | Панама                 | 16. јануар 2009.    | [ 78 ] [ 79 ]           |
| 52 | Малдиви                | 19. фебруар 2009.   | [ 80 ] [ 81 ] [ 82 ]    |
| 53 | Гамбија                | 7. април 2009.      | [ 83 ]                  |
| 54 | Саудијска Арабија      | 20. април 2009.     | [ 84 ]                  |
| 55 | Бахреин                | 19. мај 2009.       | [ 85 ]                  |
| 56 | Јордан                 | 7. јул 2009.        | [ 86 ]                  |
| 57 | Доминиканска Република | 10. јул 2009.       | [ 87 ] [ 88 ]           |
| 58 | Нови Зеланд            | 9. новембар 2009.   | [ 89 ]                  |
| 59 | Малави                 | 14. децембар 2009.  | [ 90 ]                  |
| 60 | Мауританија            | 12. јануар 2010.    | [ 91 ]                  |
| 61 | Вануату                | 28. април 2010.     | [ 92 ]                  |
| 62 | Џибути                 | 8. мај 2010.        | [ 93 ]                  |
| 63 | Хондурас               | 3. септембар 2010.  | [ 94 ]                  |
| 64 | Кирибати               | 21. октобар 2010.   | [ 95 ] [ 96 ]           |
| 65 | Тувалу                 | 18. новембар 2010.  | [ 97 ]                  |
| 66 | Катар                  | 7. јануар 2011.     | [ 98 ]                  |
| 67 | Андора                 | 8. јун 2011.        | [ 99 ]                  |
| 68 | Нигер                  | 15. август 2011.    | [ 100 ] [ 101 ]         |
| 69 | Бенин                  | 18. август 2011.    | [ 102 ]                 |
| 70 | Обала Слоноваче        | 16. септембар 2011. | [ 103 ] [ 104 ]         |
| 71 | Кувајт                 | 11. октобар 2011.   | [ 105 ]                 |
| 72 | Хаити                  | 10. фебруар 2012.   | [ 106 ]                 |
| 73 | Брунеј                 | 25. април 2012.     | [ 107 ]                 |
| 74 | Чад                    | 1. јун 2012.        | [ 108 ]                 |
| 75 | Источни Тимор          | 20. септембар 2012. | [ 109 ] [ 110 ]         |
| 76 | Фиџи                   | 19. новембар 2012.  | [ 111 ] [ 112 ]         |
| 77 | Сент Китс и Невис      | 28. новембар 2012.  | [ 113 ]                 |
| 78 | Пакистан               | 24. децембар 2012.  | [ 114 ] [ 115 ]         |
| 79 | Гвајана                | 16. март 2013.      | [ 116 ] [ 117 ]         |
| 80 | Танзанија              | 29. мај 2013.       | [ 118 ]                 |
| 81 | Јемен                  | 11. јун 2013.       | [ 119 ] [ 120 ]         |
| 82 | Египат                 | 26. јун 2013.       | [ 121 ]                 |
| 83 | Салвадор               | 29. јун 2013.       | [ 122 ] [ 123 ] [ 124 ] |
| 84 | Тајланд                | 24. септембар 2013. | [ 125 ] [ 126 ]         |
| 85 | Тонга                  | 15. јануар 2014.    | [ 127 ]                 |
| 86 | Сингапур               | 1. децембар 2016.   | [ 128 ] [ 129 ]         |
| 87 | Бангладеш              | 27. фебруар 2017.   | [ 130 ] [ 131 ]         |
| 88 | Барбадос               | 15. фебруар 2018.   | [ 132 ] [ 133 ] [ 134 ] |
| 89 | Израел                 | 4. септембар 2020.  | [ 135 ]                 |
| 90 | Кенија                 | 26. март 2025.      | [ 136 ]                 |
| 91 | Судан                  | 12. април 2025.     | [ 137 ]                 |

##### Повлачење признања
| #  | Држава                     | Период признања                         | Референце                       |
| -- | -------------------------- | --------------------------------------- | ------------------------------- |
| 1  | Сао Томе и Принципе        | 17. март 2012. — 7. јануар 2013.        | [ 138 ]                         |
| 2  | Суринам                    | 8. јул 2016. — 30. октобар 2017.        | [ 139 ] [ 140 ] [ 141 ] [ 142 ] |
| 3  | Гвинеја Бисао              | 13. јануар 2011. — 21. новембар 2017.   | [ 143 ]                         |
| 4  | Бурунди                    | 16. октобар 2012. — 15. фебруар 2018.   | [ 144 ] [ 145 ] [ 146 ]         |
| 5  | Папуа Нова Гвинеја         | 3. октобар 2012. — 27. јун 2018.        | [ 147 ]                         |
| 6  | Лесото                     | 11. фебруар 2014. — 16. октобар 2018.   | [ 148 ]                         |
| 7  | Доминика                   | 11. децембар 2012. — 2. новембар 2018.  | [ 149 ]                         |
| 8  | Гренада                    | 25. септембар 2013. — 4. новембар 2018. | [ 150 ]                         |
| 10 | Комори                     | 14. мај 2009. — 7. новембар 2018.       | [ 151 ]                         |
| 10 | Соломонова Острва          | 13. август 2014. — 2. децембар 2018.    | [ 152 ]                         |
| 11 | Мадагаскар                 | 24. новембар 2017. — 5. децембар 2018.  | [ 153 ]                         |
| 12 | Палау                      | 5. март 2009. — 18. јануар 2019.        | [ 154 ]                         |
| 13 | Централноафричка Република | 22. јул 2011. — 27. јул 2019.           | [ 155 ]                         |
| 14 | Того                       | 11. јул 2014 — 17. август 2019.         | [ 158 ] [ 159 ] [ 160 ] [ 161 ] |
| 15 | Гана                       | 23. јануар 2012. — 11. новембар 2019.   | [ 162 ]                         |
| 16 | Науру                      | 23. април 2008. — 22. новембар 2019.    | [ 163 ]                         |
| 17 | Сијера Леоне               | 11. јун 2008. — 3. март 2020.           | [ 164 ]                         |
| 18 | Антигва и Барбуда          | 20. мај 2015 — 4. јануар 2023.          | [ 165 ]                         |
| 19 | Буркина Фасо               | 23. април 2008 — 4. јануар 2023.        | [ 165 ]                         |
| 20 | Габон                      | 15. септембар 2011. — 4. јануар 2023.   | [ 165 ]                         |
| 21 | Гвинеја                    | 12. август 2011. — 4. јануар 2023.      | [ 165 ]                         |
| 22 | Есватини                   | 12. април 2010. — 4. јануар 2023.       | [ 165 ]                         |
| 23 | Либија                     | 25. септембар 2013. — 4. јануар 2023.   | [ 165 ]                         |
| 24 | Света Луција               | 19. август 2011. — 4. јануар 2023.      | [ 165 ]                         |
| 25 | Сомалија                   | 19. мај 2010. — 4. јануар 2023.         | [ 165 ]                         |

Непризнате државе и ентитети

| Државе или ентитети     | Датум признања    | Референце       |
| ----------------------- | ----------------- | --------------- |
| Република Кина (Тајван) | 19. фебруар 2008. | [ 166 ] [ 167 ] |
| Кукова Острва           | 18. мај 2015.     | [ 168 ]         |
| Нијуе                   | 23. јун 2015.     | [ 169 ]         |

### Субјекти који нису признали Републику Косово
Дипломатско признање је експлицитан, званичан и једностран акт у спољној политици држава у односу на другу страну. Не издавајући такву изјаву не значи нужно да држава има примедбе на постојање, независност, суверенитет или владу друге стране. Неке државе, по обичају или политици, не пружају званично признање, с обзиром да гласање о чланству у УН или другој организацији чије је чланство ограничено на државе, јесте сам акт признања.

#### Државе чланице УН
1. Азербејџан[170]
2. Алжир[171]
3. Ангола[172]
4. Аргентина — Према аргентинском министру иностраних послова, Хоргеу Тајини, Аргентина неће признати тзв. Републику Косово јер проглашење независности овог региона „представља опасан преседан“ и зато што „Аргентина подржава принцип неповредивости територијалног интегритета једне земље“.[173]
5. Бахами
6. Белорусија[174]
7. Боливија[175]
8. Босна и Херцеговина на нивоу заједничких органа одлаже коначну одлуку ради избегавања напетости на етничком нивоу, с обзиром да су Срби једна од три конститутивне нације ове земље.[176] Званичници Републике Српске су на седници одржаној 21. фебруара оценили једнострано проглашење Косова и Метохије као међународни преседан.[177] На седници Народне скупштине Републике Српске донета одлука о непризнавању независности Косова и Метохије.[178][179] Српски члан Председништва БиХ Небојша Радмановић, рекао је да БиХ неће признати независност Косова и поновио да је Косово унутрашња ствар Србије.[180]
9. Боцвана
10. Бразил — не планира да призна независност Косова уколико таква одлука не произилази из договора са Србијом.[181]
11. Бутан
12. Ватикан[182]
13. Венецуела.[183][184] — Венецуелански председник, Уго Чавез, рекао је да Венецуела не признаје тзв. Републику Косово зато што је независност Косова постигнута под притисцима САД[185]
14. Вијетнам[186]
15. Гватемала
16. Гвинеја Бисао — Премијер Гвинеје Бисао изјавио је да је та држава повукла признање Косова.[143]
17. Грузија[18][187][188]
18. Грчка — Грчки председник, Каролос Папуљас је изјавио да решење мора бити задовољавајуће за обе стране и у складу са међународним правом и Повељом УН, као и да међународна заједница треба да дозволи онолико времена колико год је потребно да се дође до таквог решења.[тражи се извор] Дана 19. септембра 2008. Грчка је признала пасоше Косова.[189]
19. Србија[18][190]
20. ДР Конго[191]
21. Еквадор
22. Екваторијална Гвинеја
23. Еритреја
24. Етиопија
25. Замбија
26. Зеленортска Острва
27. Зимбабве
28. Индија[192]
29. Индонезија[193]
30. Ирак[194]
31. Иран[195]
32. Јерменија[196]
33. Јужна Африка — заговара даље преговоре[197]
34. Јужни Судан
35. Јамајка[198]
36. Казахстан[18]
37. Камбоџа
38. Камерун
39. Кина
40. ДНР Кореја[199]
41. Кипар[18][190]
42. Киргистан[200]
43. Куба — Фидел Кастро је, у својству новоизабраног саветника за спољне послове Кубе, напао Хавијера Солану као оца независности Косова и назвао га суштином неправде и неразума.[201]
44. Лаос[202]
45. Либан
46. Мали[203]
47. Мароко[204]
48. Маурицијус
49. Мексико — заговара даље преговоре.[205]
50. Мјанмар[206]
51. Мозамбик
52. Молдавија[207]
53. Монголија
54. Намибија — После разговора министра спољних послова Србије Вука Јеремића и званичника Намибије потврђено је непризнање Косова.[208]
55. Непал
56. Никарагва
57. Нигерија — Првобитно је јављено да је Нигерија признала тзв. Републику Косово[209], међутим касније је изражена сумња у њено признање.[210][211]
58. Оман
59. Парагвај
60. Папуа Нова Гвинеја — Министарство Спољних послова Папуа Нове Гвинеје изјавило је да је та држава повукла признање Косова.[147]
61. Румунија[18][212]
62. Русија[18][190] Државни врх оптужио САД да нарушава територијални интегритет Србије.
63. Руанда
64. Сао Томе и Принципе — нова Влада ове државе је поништила одлуку претходног режима о признању независности Косова донету 13. март 2012. Званичници су изјавили да таква одлука никада није дошла на дневни ред њиховог парламента, па у складу с тим није званична.[213]
65. Сејшели
66. Сент Винсент и Гренадини
67. Сирија[214]
68. Соломонова острва — МСП Соломонових острва је послало ноту МСП Косова да је та земља повукла признање Косова из 2014. године.[152]
69. Словачка-[18][190] признаје пасоше Косова.
70. Шри Ланка[215]
71. Суринам — 31. октобра 2017. године званично је послата нота у којој се обавештава МСП Србије да је Суринам повукао признање Косова иако га је та земља првобитно признала.[216]
72. Таџикистан[217]
73. Тринидад и Тобаго
74. Тунис
75. Туркменистан
76. Украјина — Украјински председник је изјавио да је ситуација веома озбиљна, али да ће Украјина подржати српски став по питању Косова на састанку ОЕБС-а који је одржан 21. и 22. фебруара 2008.[218]
77. Уругвај — неће признати независност Косова и Метохије јер не испуњава ниједан од три стуба независности — поштовање територијалног интегритета држава, решење добијено кроз преговоре и компромис као и признање међународних организација.[219]
78. Филипини — заговарају даље преговоре.[тражи се извор]
79. Чиле — се залаже за решење у складу са међународним правом и повељом УН добијено мирним преговорима.[тражи се извор]
80. Шпанија[18].[220] — Шпанија је истакла да је њен став увек био против стварања нових држава из чисто етничких разлога и да Шпанија не може да призна тзв. Републику Косово и то не само због правних разлога већ и зато што је позивање на чисто етничке основе у супротности са нашим принципима. Шпанија је ове аргументе предочила на састанку Савета ЕУ и тиме допринела одлуци ЕУ да свака чланица одлучи сама о томе да ли ће признати или неће тзв. Републику Косово[221]
81. Бурунди[222][223]
82. Уганда[210]
83. Узбекистан
84. Лесото — Министар Спољних послова Лесота демантовао је да је та држава признала тзв. Републику Косово.[148]
85. Доминика — Министар Спољних послова Доминике демантовао је да је та држава признала тзв. Републику Косово[149]
86. Гренада — Министар Спољних послова Гренада демантовао је да је та држава признала тзв. Републику Косово.[150]
87. Комори — Министар Спољних послова Комора демантовао је да је та држава признала тзв. Републику Косово.[110]
88. Мадагаскар — Министар Спољних послова Магадаскара је објавио да је та држава повукла признање Косова.
89. Палау — Привремене институције у Приштини су објавиле да је та држава повукла признање Косова. Председник Палауа је приликом посети Србији уручио ноту којом та земља суспендује одлуку о признавању Косова као независне државе.
90. Централноафричка Република — Министар спољних послова Србије, Ивица Дачић, примио је дипломатску ноту из Централноафричке Републике у којој се наводи да та земља не признаје независно Косово.
91. Того — Министар спољних послова Србије, Ивица Дачић, примио је дипломатску ноту из Тогоa у којој се наводи да та земља не признаје независно Косово.
92. Гана — Министар спољашњих послова Србије, Ивица Дачић, добио дипломатску ноту из Гане у којој се наводи да је та земља повукла признање Косова као независне државе.
93. Науру — Заменик МСП-а Науруа уручио је дипломатску ноту МСП-у Србије, Ивици Дачићу, у којој се наводи да је та земља повукла признање Косова.
94. Сијера Леоне — Министар спољних послова Србије, Ивица Дачић је током званичне посете Сијера Леонеа објавио дипломатску ноту те државе у којој се наводи да је та земља повукла признање Косова као независне државе.

## Државе са неодређеним ставом
У овом моменту нема држава са неодређеним ставом. (Иако министар спољних послова Србије, Ивица Дачић, наводи да 5 земаља има намеру да промени свој статус у неутрални (2 које не признају и 3 које признају тзв. Републику Косово))

## Позиције које су заузеле међувладине организације
Међувладине организације дипломатски не признају ниједну државу; државе чланице то чине појединачно. Међутим, у зависности од правила међувладине организације и позиције држава чланица, оне могу изразити позитивна или негативна мишљења о проглашењу независности државе.
1. Организација уједињених нација — 17. фебруара 2008. на позив руског представника при УН, Виталија Чуркина, одржана је затворена ванредна седница на којој се дискутовало о отцепљењу Косова од Србије.[224] На овом састанку није донета никаква одлука због дијаметрално различитих мишљења земаља чланица о овом проблему, те је заказан нови састанак СБ УН за 18. фебруар, на захтев Србије и Русије. На том састанку Русија и Србија су захтевале поштовање Резолуције УН 1244/1999, док су друге земље инсистирале да је до ове ситуације дошло захваљујући политици Слободана Милошевића.[19] Генерални секретар УН, Бан Ки Мун, закључио је да, пошто није постигнут никакав договор, УНМИК ће и даље спроводити свој мандат у оквиру резолуције 1244/1999 која ће остати на снази док СБ УН не донесе другачију одлуку[19].
2. Европска унија — 18. фебруара ЕУ је дала званичну изјаву да неће бити заједничког става о проглашењу независности Косова и да ће свака земља чланица донети сопствену и од ЕУ независну одлуку.[225] С друге стране, ЕУ шаље ЕУЛЕКС мисију— полицију и цивилну администрацију Европске уније (ЕУ) која би омогућила спровођење независности Косова по плану Мартија Ахтисарија.[226]
3. НАТО
4. ОЕБС
5. Савет Европе - власти у Приштини су 12. маја 2022. године поднеле захтев за чланство у Савету Европе.[227] Специјални изасланик Савезне владе Немачке за Западни Балкан Мануел Сарацин је потврдио став Немачке да је Косово срце Европе и да припада Савету Европе[228]. Док је француски амбасадор у Приштини рекао да је право Косова да аплицира за чланство у Савету Европе, амбасадор Француске у Србији Пјер Кошар изјавио је да Француска не подржава овакву једнострану одлуку и да је приоритет дијалог[229], као и Заједница српских општина, енергетика и питање несталих особа.[230] Поводом захтева Приштине за чланство у Савету Европе, заседао је Савет за националну безбедност Републике Србије, након чега је министар спољних послова Никола Селаковић саопштио да су четири државе повукле признање независности Косова.[231]

## Остали ентитети
1. Република Српска ( Босна и Херцеговина) — Скупштина Републике Српске је донела резолуцију о непризнавању једностране независности Косова и Метохије.[178] Народна скупштина Републике Српске оцењује једнострано проглашење Косова и Метохије као међународни преседан[177] и захтева од српских представника у Парламенту БиХ да не дозволе да БиХ призна независност Косова.[179] Такође се осуђују земље које су признале косовску независност и позива се на даље преговоре између Београда и Приштине. Народна скупштина РС је такође истакла да ће РС имати право да став према свом државно-правном статусу утврди на референдуму, ако већи број чланица УН призна на овај начин проглашену независност Косова и Метохије.[178][179]
2. Баскија ( Шпанија) одобрава једнострани потез косовске скупштине и изјашњава се за признавање независности Косова. Представник за штампу баскијске владе, Мирен Азкарате, рекла је да је проглашење независности Косова „нови пример у Европи на који се могу решавати проблеми кроз дијалог и поштовање жеље грађана”, и додала да у Европи, „сличан проблем постоји и у Белгији, Шкотској, Баскији и Каталонији”.[232]
3. Каталонија ( Шпанија) је честитала на одлуци косовском парламенту. Тадашњи потпредседник каталонске владе (2008), Карод Ровира, послао је писмо косовском парламенту у коме му је честитао на одлуци и на томе што су „постигли независност и слободу парламентарним путем”.[тражи се извор]
4. Западна Сахара тврди да међународна заједница примењује двоструке стандарде, јер деколонизација Западне Сахаре је на дневном реду УН већ 30 година и још се није дошло до некаквог решења, док смо у случају Косова сведоци исхитреног признавања независности.[тражи се извор]